# Koninkrijk Denemarken

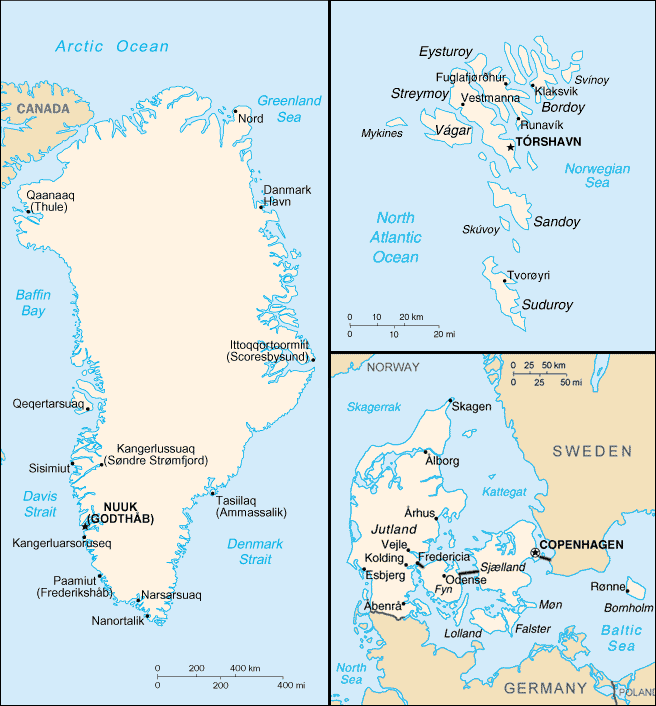
Groenland (links), Faeröer (boven) en Denemarken (onder)

Het koninkrijk Denemarken (Deens: Kongeriget Danmark) is een soevereine staat die bestaat uit het in Noord-Europa gelegen land Denemarken en twee autonome gebieden (selvstyrende områder), de Faeröer in de noordelijke Atlantische Oceaan en Groenland in Noord-Amerika. Binnen het koninkrijk ligt de hegemonie bij Denemarken, waar het grootste deel van de bevolking woont en waar ook de rechterlijke, de wetgevende en de uitvoerende macht zetelen. De relatie tussen de drie gebieden wordt Rigsfællesskabet genoemd. Het koninkrijk Denemarken heeft landgrenzen met Duitsland en sinds juni 2022 ook met Canada. Toen werd een onderling territoriaal geschil over Hanseiland – behorend tot Groenland – opgelost.

## Indeling
| Vlag | Gebied                | Hoofdstad              | Inwoners  | Oppervlakte (km²) | Bevolkingsdichtheid (inw./km²) | Munteenheid          | UTC       |
| ---- | --------------------- | ---------------------- | --------- | ----------------- | ------------------------------ | -------------------- | --------- |
|      | Denemarken            | Kopenhagen (København) | 5.564.219 | 43.094            | 129                            | Deense kroon         | +1        |
|      | Faeröer               | Tórshavn               | 49.267    | 1.399             | 35                             | Faeröerse kroon      | +0        |
|      | Groenland             | Nuuk (Godthåb)         | 57.564    | 2.175.600         | 0,026                          | Deense kroon         | +0 tot -4 |
|      | Koninkrijk Denemarken | Kopenhagen (København) | 5.671.050 | 2.220.093         | 2,6                            | Diverse munteenheden | -4 tot +1 |

## Staatsbestel

### Koninkrijk
De staatsinrichting van het koninkrijk wordt geregeld door de Deense Grondwet (Danmarks Riges Grundlov) van 1953. De uitvoerende macht van het koninkrijk berust bij de koning (sinds 2024 koning Frederik X). De koning benoemt en ontslaat de minister-president (statsminister) en de overige ministers. De koning is onschendbaar. Zijn ministers dragen verantwoordelijkheid voor de uitvoerende macht. Een minister moet zijn ontslag indienen als het parlement zijn wantrouwen tegen hem heeft uitgesproken.
De wetgevende macht van het koninkrijk berust bij de koning en het Folketing gezamenlijk. Het Folketing, het parlement van het koninkrijk, telt 179 leden. 175 leden worden gekozen door de Denen, twee leden worden gekozen door de Faeröerders en de overige twee leden worden gekozen door de Groenlanders.

### Faeröer en Groenland
Het koninkrijk heeft de Faeröer en Groenland in respectievelijk 1948 en 1979 zelfbestuur verleend. Een wet van het koninkrijk geeft aan het desbetreffende gebiedsdeel een eigen wetgevende en uitvoerende macht en stelt de regering en het parlement van het gebiedsdeel in. Binnen de kaders van deze wet regelt het gebiedsdeel zelfstandig de werking van hun regering en parlement. Deze wet bepaalt ook voor welke aangelegenheden het gebiedsdeel bevoegd is en voor welke aangelegenheden het koninkrijk verantwoordelijk blijft.
Sinds de 21e eeuw ligt de nadruk steeds meer op gelijkwaardigheid tussen het land Denemarken en de autonome gebiedsdelen. In nieuwe wetten die de autonomie van de gebiedsdelen verder hebben uitgebreid, wordt aangegeven dat de wetten zijn gebaseerd op overeenkomsten tussen de regering van het koninkrijk Denemarken en de regering van het desbetreffende gebiedsdeel als gelijkwaardige partijen. Groenland en de Faeröer hebben de afgelopen jaren steeds vaker onafhankelijke beslissingen genomen op het gebied van het buitenlands beleid, waaronder visserij, walvisvangst en Europese aangelegenheden. De Faeröer en Groenland zijn geen lid van de Europese Unie of het Schengengebied.

### Denemarken
Het gebiedsdeel Denemarken heeft geen autonomie en wordt direct door het koninkrijk bestuurd. Wetten van het koninkrijk die alleen in Denemarken van toepassing zijn, zijn te herkennen aan de bepaling Loven gælder ikke for Færøerne og Grønland ('De wet geldt niet voor de Faeröer en Groenland').

## Europese Unie
Op 1 januari 1973 trad het koninkrijk Denemarken toe tot de Europese Economische Gemeenschap (EEG), een voorloper van de Europese Unie. De Faeröer werden van het begin af aan buiten het toepassingsgebied van het Verdrag van Rome gehouden, waardoor de eilandengroep niet tot het EU-grondgebied behoort. Sinds 1 februari 1985 behoort ook Groenland niet meer tot het grondgebied van de EEG. Binnen de Europese Unie heeft Groenland thans de status van land of gebied overzee (LGO), wat inhoudt dat Groenland niet tot het EU-grondgebied behoort en dat de EU-verdragen er in zeer beperkte mate van toepassing zijn.